# Castle Hill (Filleigh)

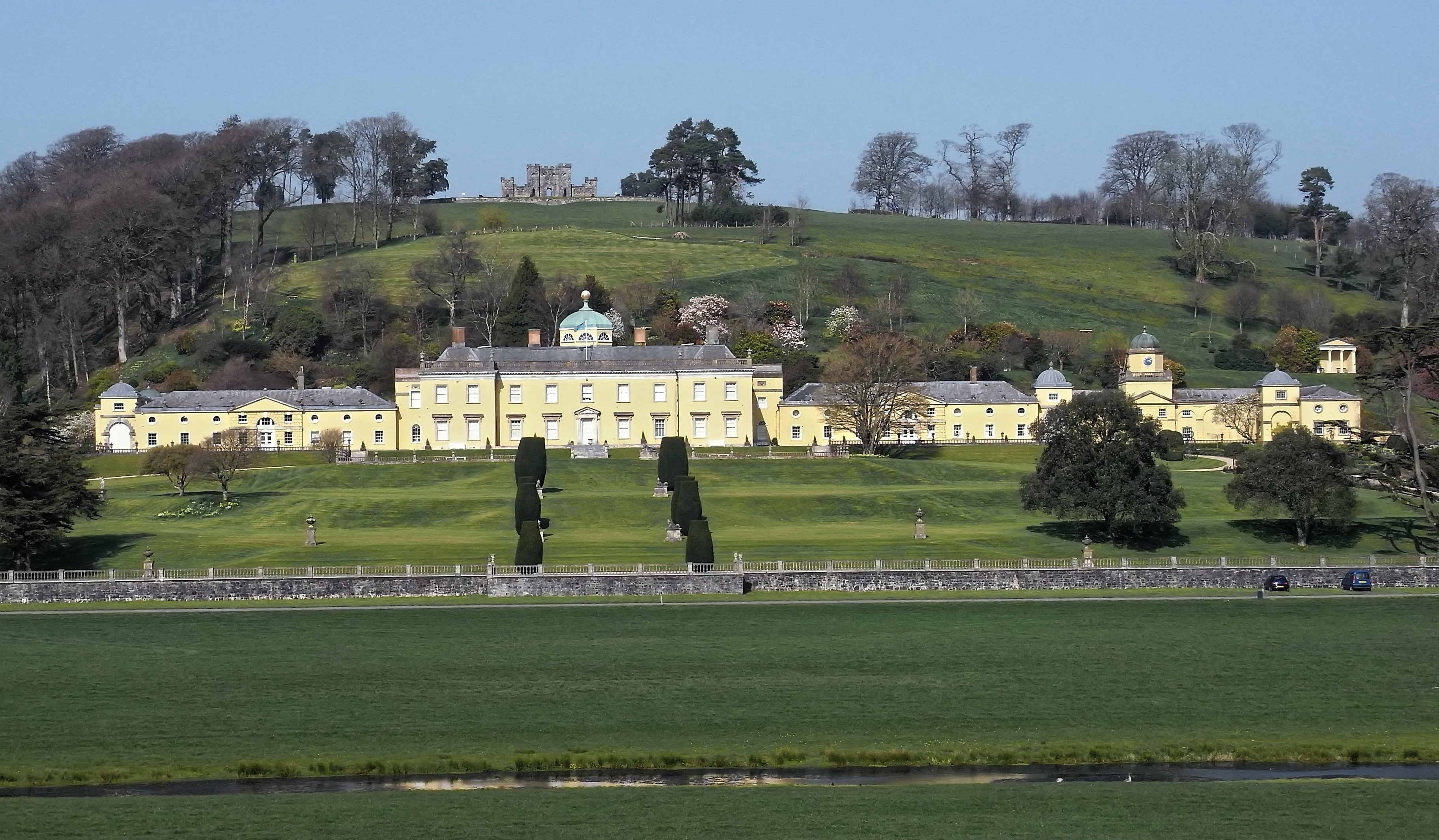
Castle Hill in Filleigh: Südfassade mit laternenbewehrtem Hauptgebäude, Westflügel (links) und Ostflügel (rechts). Auf dem Hügel im Hintergrund befindet sich das Sham Castle. Die Zufahrt zum Landhaus ist von Osten (rechts) durch die Stallungen, die an den Ostflügel angebaut sind, der Haupteingang von Norden in das zentrale Hauptgebäude.

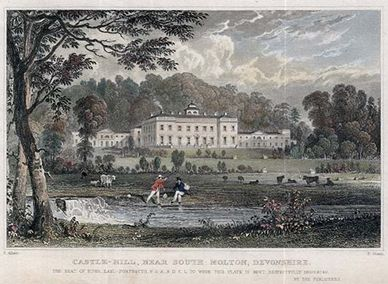
„Castle-Hill near South Molton, Devonshire, the seat of Hugh Earl Fortescue to whom this plate is most respectfully inscribed by the proprietors“. Gemälde von T. Allom, graviert von T. Dixon, veröffentlicht 1930.

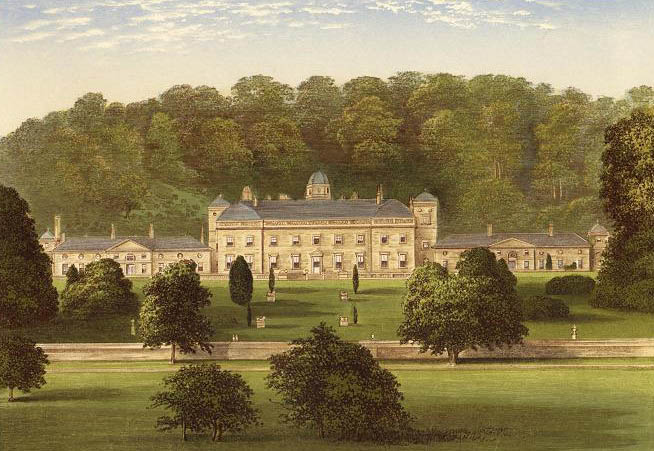
Castle Hill im Jahre 1880, Südfassade, veröffentlicht in Morris’s „Country Seats“.

Wappen der Fortescues: Blau, ein silberner Streifen mit Schuppenschnitt von links oben nach rechts unten, flankiert von zwei schmalen, einfachen, goldenen Bändern. Lateinisches redendes Motto: Forte Scutum Salus Ducum („Ein starker Schild ist die Rettung der Führer“) auf dem Banner der Fortescues auf dem Landhaus.

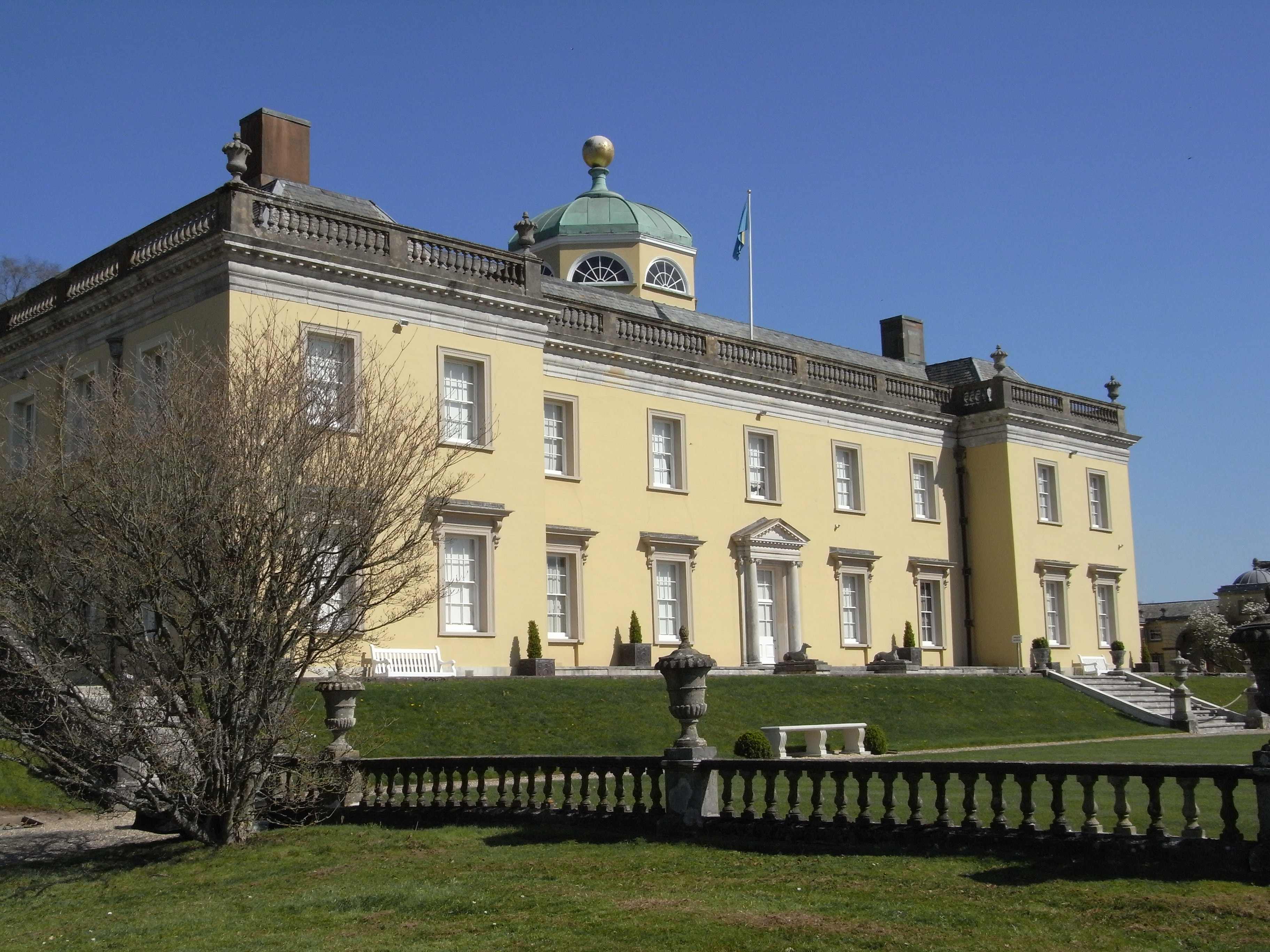
Hauptgebäude von Castle von Südwesten

Castle Hill ist ein Landhaus in der Gemeinde Filleigh 13 km südöstlich von Barnstaple im Norden der englischen Grafschaft Devon. Das Haus in frühpalladianistischem Stil ließ 1730 Hugh Fortescue (1696–1751) bauen. Er wurde 1751 zum 1. Earl Fortescue und 1. Earl Clinton ernannt. Die Familie Fortescue wurde zu großen Landbesitzern und spielte eine große Rolle in der britischen Geschichte und der Geschichte des West Country. Castle Hill ist ein seltenes Beispiel in Devon für ein Landhaus des 18. Jahrhunderts „in großem Stil“. Es bietet einen beeindruckenden Anblick von der öffentlichen Straße aus, die bis zur Eröffnung der Fernstraße A361 (North Devon Link Road) die Hauptstraße westlich von Barnstaple war und die sich absichtlich an dem Gebäude vorbeizumäandrieren scheint, um dem Reisenden einen möglichst guten Ausblick zu bieten. Das Haus wurde nach einem verheerenden Brand 1934 grundlegend restauriert. Seit 1967 hat English Heritage es als historisches Bauwerk II*. Grades gelistet. Park und Gärten gelten als Anlagen I. Grades im National Register of Historic Parks and Gardens. Heute hat Eleanor, Countess of Arran (* 1949), die Enkelin von Hugh Fortescue, 5. Earl Fortescue (1888–1958), das Anwesen gepachtet. Der einzig verbliebene, historische Familiensitz der Earls Fortescue ist heute Ebrington Manor in Gloucestershire, ein im Vergleich zu Castle Hill bescheidenes Gebäude.

## Vorgängergebäude
Die Grundherrschaft Filleigh besaß die Familie Fortescue seit dem 15. Jahrhundert, auch wenn der Hauptsitz der Familie bis Ende des  17. Jahrhunderts in Weare Giffard, etwa 19 km westlich von Castle Hill, war. Arthur Fortescue und sein Sohn Hugh Fortescue († 1719) ließen 1684 das Herrenhaus im späten Tudorstil umbauen. Eine Tafel auf der linken Seite der Nordfassade des Hauptgebäudes trägt die lateinische Inschrift „Re-Edificat[us] Per Arthur Fortescue AR[miger] AD 1684“ (dt.: Umgebaut von Arthur Fortescue, Esquire, AD 1684).

## Palladianistisches Landhaus
Hugh Fortescue (1969–1751), der 1721 durch seine Mutter den Titel eines Baron Clinton erbte, holte sich von Richard Boyle, 3. Earl of Burlington (1694–1753), dem Pionier und Mediator der Palladianismus in England, Rat zur Konstruktion seines geplanten neuen Landhauses ein. In den Jahren 1728 und 1729 beauftragte er Lord Bulingtons favorisierten Baumeister‚ Roger Morris, das Haus mit Portland zu verkleiden. Die frühere Eingangshalle wurde in einen Salon mit doppelter Geschosshöhe umgebaut.

## Änderungen im 19. Jahrhundert

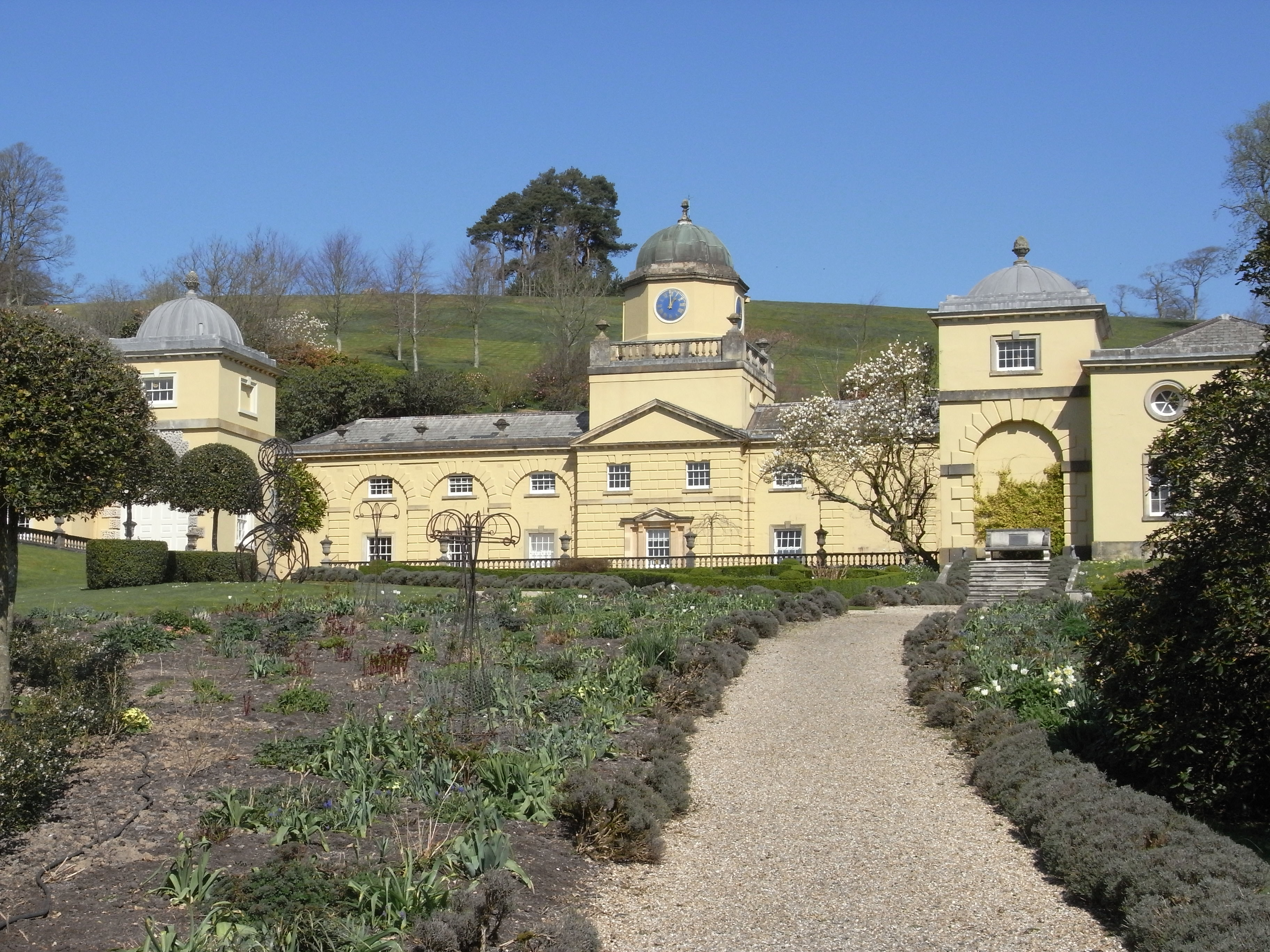
Flügel für die Dienerschaft auf der Ostseite des Hauses, erbaut 1861 nach Plänen von Blore, mit dem Uhrenturm darüber. Blick von Süden.

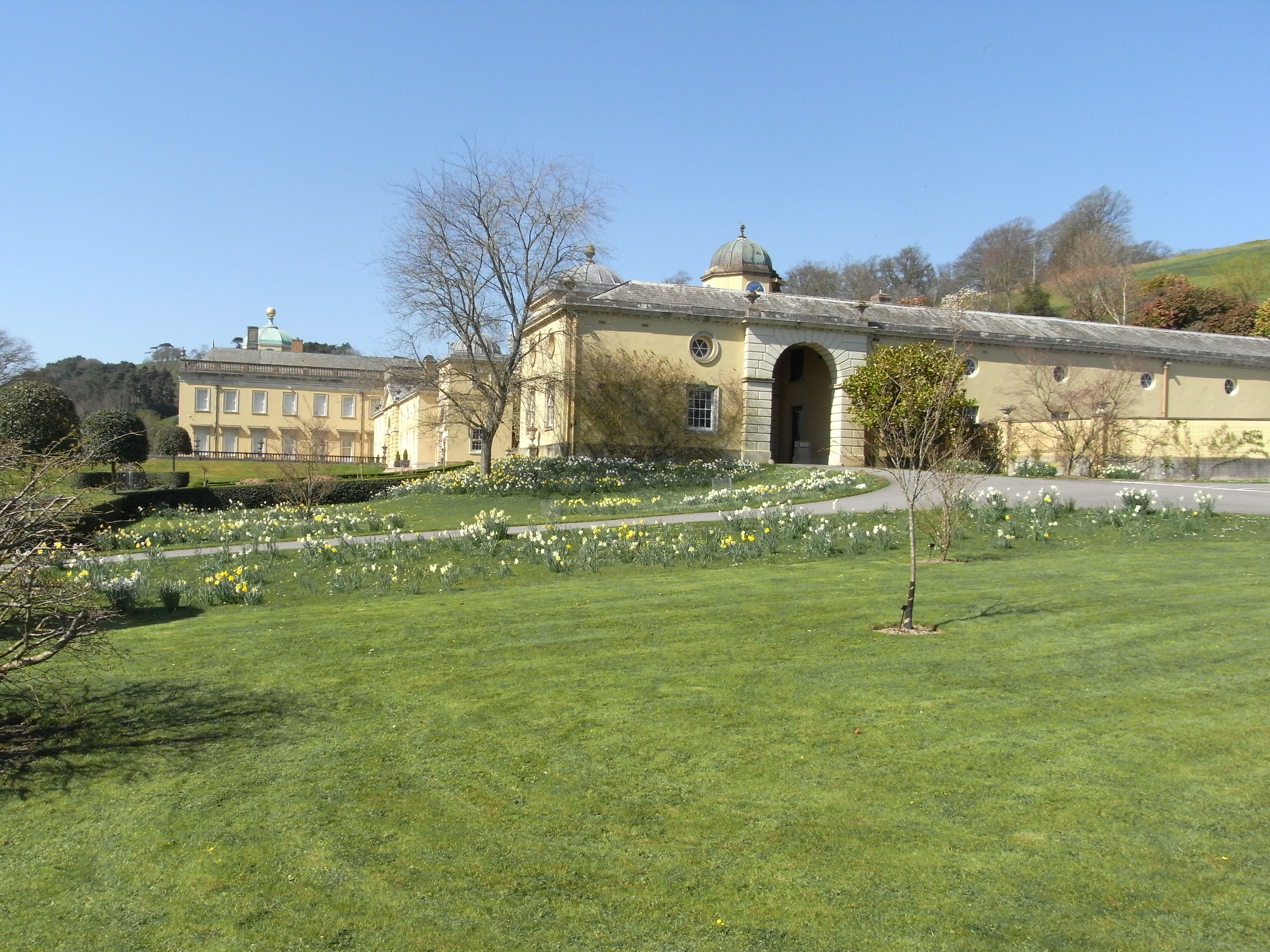
Die Stallungen von Osten. Die Haupteinfahrt zum Haus führt durch den großen Bogen über einen Weg, der direkt entlang des Flügels für Dienerschaft verläuft, dessen Uhrenturm man im Hintergrund sieht. Das Hauptgebäude ist links (im Süden) zu sehen.

Eine kreisrunde Bibliothek wurde Anfang des 19. Jahrhunderts angebaut. 1841 fügte der Architekt Edward Blore (1787–1879) ein Einfahrtstor auf der Nordseite des Hauptgebäudes hinzu, das 1974 abgerissen und durch eine Vorhalle nach Plänen von Raymond Erith ersetzt wurde. Blore gestaltete auch die Eingangshalle und das Treppenhaus um und baute ein weiteres Geschoss mit Mansarddach auf. 1861 fügte Blore auf der Ostseite des Landhauses Flügel für Dienerschaft und Stallungen hinzu, was die südliche Ansicht des Hauses beträchtlich über den Ostflügel hinaus verlängerte. Der neue Flügel für die Dienerschaft wurde gegenüber dem Ostflügel um die Breite der Auffahrt, die direkt vor ihm verläuft, zurückversetzt. Oben in der Mitte ist ein Uhrenturm aufgebaut. Im Osten anschließend an diesen Flügel für die Dienerschaft und weiter nach hinten reichend, sodass sich eine L-Form ergibt, sind Blores Stallungen. Sie haben kleine, runde Fenster mit Porträtbüsten. Durch ihre lange Ostfassade hindurch führt der imposante Einfahrtsbogen auf volle Gebäudehöhe, durch den Fahrzeuge auf die Auffahrt direkt vor dem Flügel für die Dienerschaft und weiter durch dekorative, innere Tore in den Hof zwischen der Nordfassade des Hauptgebäudes und dem steilen, felsigen Hügel gelangen.

## Brandschaden 1934
Am frühen Morgen des 9. März 1934 brach ein großer Brand aus; es brannte zwei Tage lang. Das Feuer zerstörte den größten Teil der Inneneinrichtung, und zwei Bedienstete, der Hausmeister und eine Dienstmagd, kamen darin um. Der 5. Earl hatte kurz vorher eine Zentralheizung einbauen lassen, deren Kessel, der unter dem Boden der Bibliothek eingebaut war, nicht richtig funktionierte. Nach dem Brand restaurierte Gerald Wellesley, 7. Duke of Wellington (1855–1972), Soldat, Diplomat und Architekt, zusammen mit Trenwith Wills das Haus im Stil des 18. Jahrhunderts. Auch 49 Gemälde, darunter viele Familienporträts der Fortescues, wurden mit nur kleinen Rußschäden vor dem Brand gerettet; alle wurden aber später bei einem weiteren Brand vollkommen zerstört, als der LKW, der sie vom Restaurator zurückbringen sollte, Feuer fing, während er über Nacht mit den Gemälden auf der Ladefläche in einer Garage geparkt war.

## Anwesen

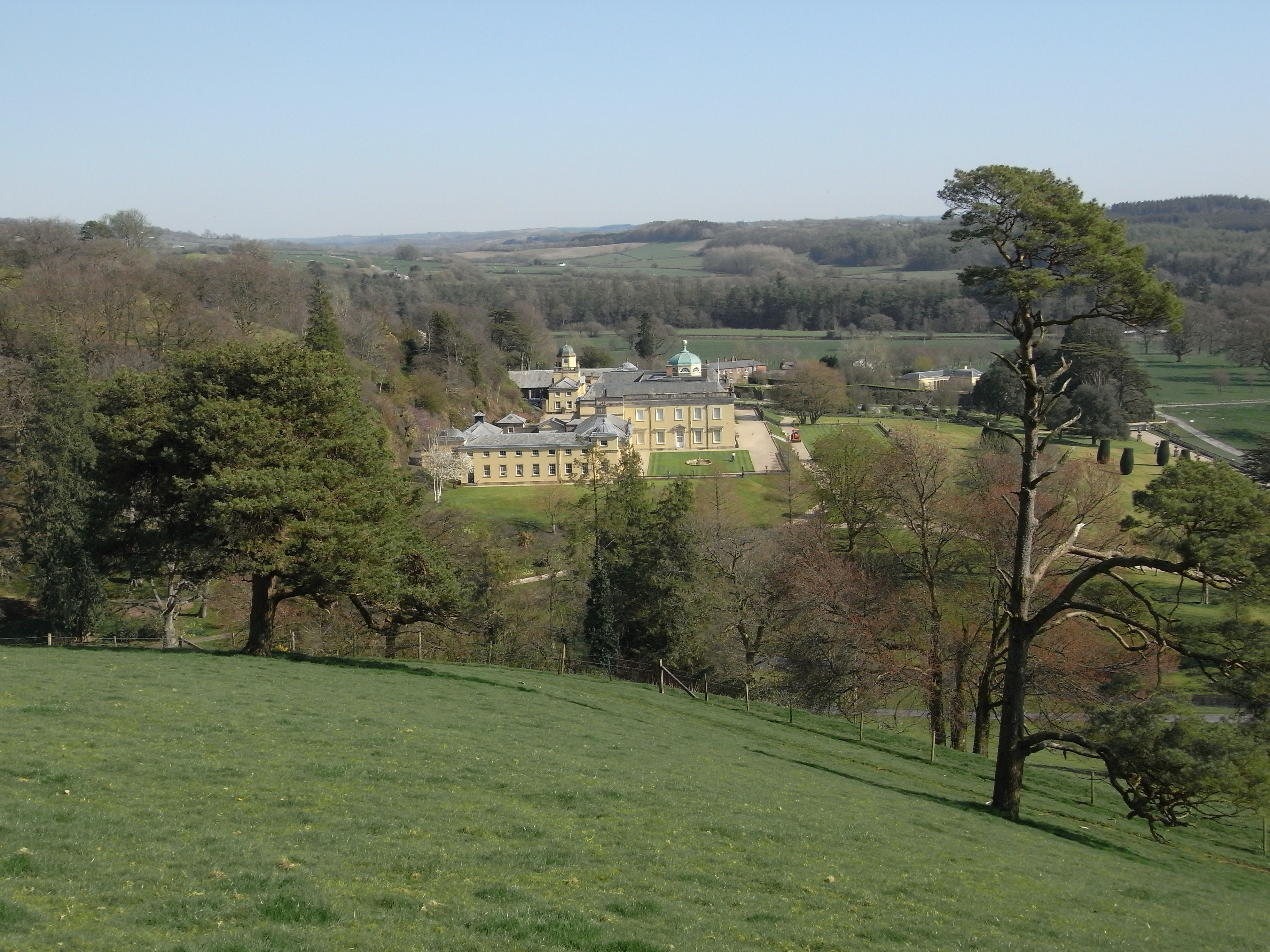
Panorama von Castle Hill von Westen, vom Oxford Down Hill aus. Der 4. Earl ließ 1919 zum Gedenken an das Ende des Ersten Weltkrieges eine „Friedensbaumgruppe“ von Waldkiefern auf Oxford Down pflanzen.

Das Haus ist von einem Landschaftspark umgeben, in dem sich viele pittoreske Anlagen und dekorative Sehenswürdigkeiten befinden. Letztere umfassen z. B. drei kleine griechische Tempel in klassischem Stil, den Sonnenaufgangstempel (1831), den Sonnenuntergangstempel (1831) und den Satyrtempel (1861). Weitere Beispiele sind das Traveller's Cross, das 1831 aufgestellt wurde, vorher aber an der Straße bei North Aller stand, die Ugley Bridge (1861), ein Nachbau einer alten Packpferdbrücke aus Devon, und die Sybillenhöhle (1861), die verfüllt wurde, als das Haus im Zweiten Weltkrieg als Heim für evakuierte Kinder diente, aber inzwischen wiedereröffnet wurde. Die alte Pfarrkirche, die früher in der Nähe des vorpalladianistischen Herrenhauses stand, ließ Lord Clinton mit Erlaubnis von Stephen Weston, Bischof von Exeter, 1732 abreißen und nach neuen Plänen etwa 1,6 km westlich des Hauses, wo sie heute noch steht, wiederaufbauen; sie ist von der Terrasse des Hauses aus zu sehen. Dies ermöglichte eine unbelastete Fläche für den geplanten Landschaftspark. Weitere Sehenswürdigkeiten sind das Sham Castle, der Triumphbogen, der Ebrington Tower und das Sham Village (inzwischen abgerissen).

### Sham Castle

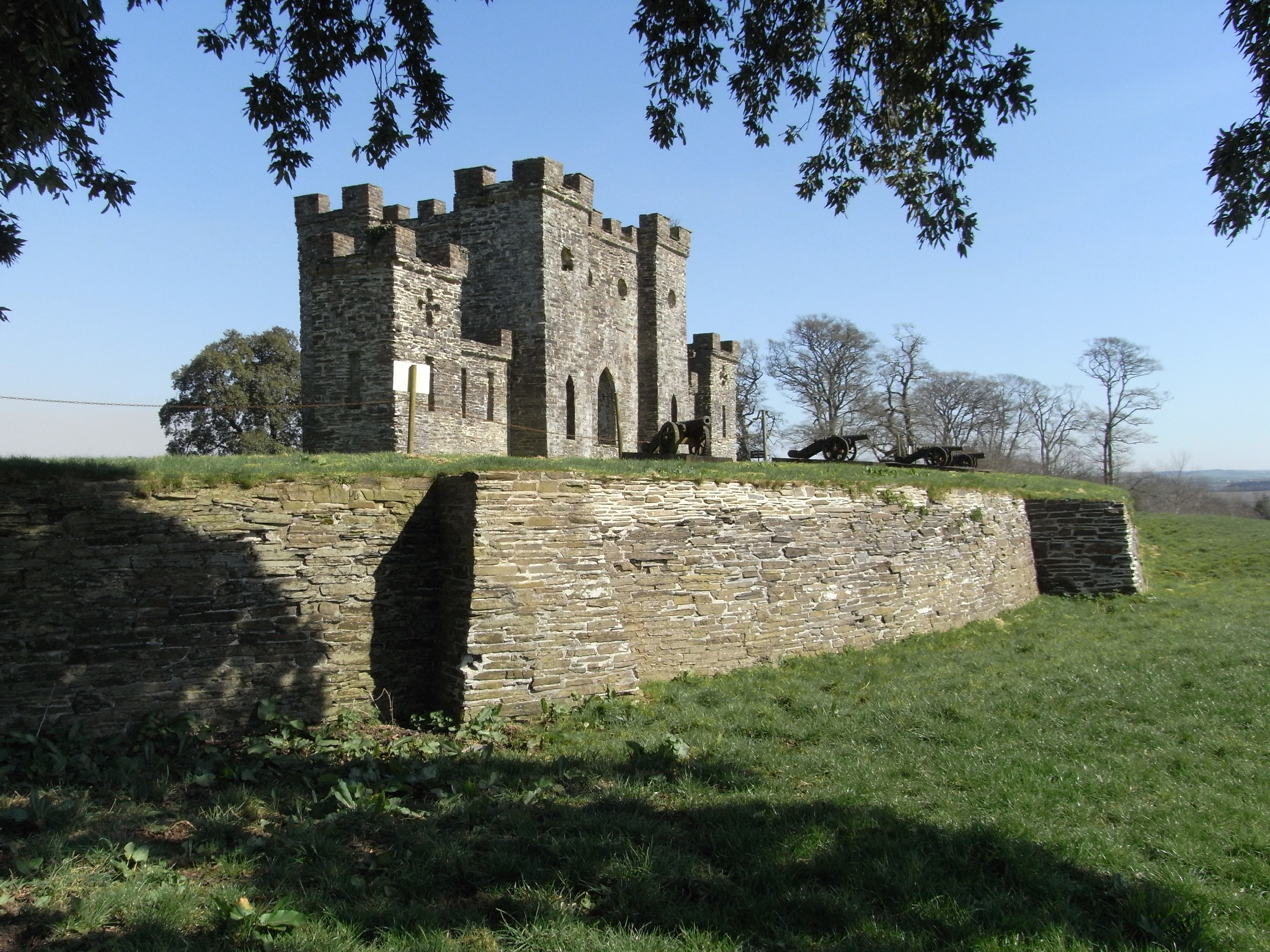
Sham Castle auf dem Hügel unmittelbar nördlich des Landhauses mit einer dekorativen Kanone, die nach Süden zielt; Blick von Südwesten.

Ein Sham Castle aus dem Jahr 1746 liegt auf dem Hügel nördlich hinter dem Haus, womöglich von John Vanbrugh inspiriert, und soll dem Landhaus sogar seinen Namen gegeben haben. Während der Lord Lieutenant of Devon, Hugh Fortescue, 4. Earl Fortescue (1854–1932), die Standarte der Fortescues auf das Landhaus aufpflanzen ließ und in seinem Tagebuch notierte, dass sein Vorfahr Matthew Fortescue, 2. Baron Fortescue († 1785), sie mit seinem Wappen versehen hatte, ließ Lady Margaret Fortescue 1991 als moderne Reverenz eine dekorative Kanone auf dem Rasen südlich des Sham Castle installieren. Diese Folly diente eine Zeitlang als Aula und war in dieser Zeit mit Eichenholzverkleidungen aus dem nahegelegenen North Aller House ausgestattet, die 1812 in die Weare Giffard Hall versetzt wurden. Das Gebäude wurde später in ein Wohnhaus umgewandelt. Ursprünglich war es für ein Paar gedacht, das sich um die zahmen Fasanen kümmerte; später lebte dort der Jäger der Harrier der Fortescues, Abraham Moggeridge. Vom Sham Castle aus kann man im Westen die Insel Lundy sehen und etwas näher Bampfylde Clump im Norden in der Gemeinde North Molton.

### Triumphbogen

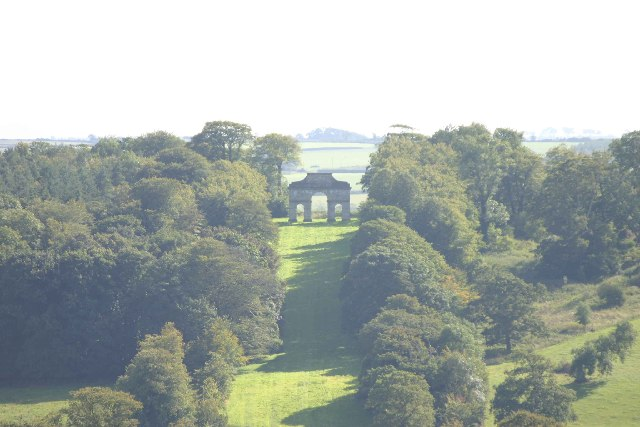
Triumphbogen auf dem Hügel südlich des Landhauses, hier vom Sham Castle aus.

Den ursprüngliche Triumphbogen oben auf einem Hügel etwa 800 Meter südlich des Landhauses und in derselben Achse wie das Sham Castle dahinter ließ Lord Clinton 1730 errichten. Man ließ ihn mit Efeu überwuchern, und 1951 brach er bei einem starken Sturm zusammen. Lady Margaret Fortescue ließ ihn 1961 nach dem Tod ihrer beiden Eltern wieder aufbauen, um an sie zu erinnern. Die Pächter des Anwesens und Freunde der Familie spendeten Geld für den Wiederaufbau. Das moderne Gebäude besteht aus Stahlbeton und ist mit dem ursprünglichen Stein verkleidet.

### Sham Village
Ein Sham Village ließ Lord Clinton am Horizont, in High Bray, aufbauen. Es wurde inzwischen abgerissen.

### Ebrington Tower
Den Ebrington Tower ließ Lady Margaret Fortescue 1992 an der Stelle des früheren Sham Village zum Gedenken an ihren einzigen Bruder, Viscount Ebrington, errichten. Dieser war als Offizier der Royal Scots Greys in der Schlacht um El Alamein in Ägypten 1942 im Alter von 21 Jahren gefallen. Eine marmorne Grabtafel ist in der Fortescue-Kapelle in der Kirche von Filleigh zu sehen. Wegen dieses Verlustes fielen die Titel der Familie beim Tod des 5. Earls von Gesetzes wegen an dessen jüngeren Bruder, aber da es keinen Familienfideikommiss gab, konnte der 5. Earl die Anwesen Castle Hill und Weare Giffard House an seine beiden Töchter vererben.
Der Turm aus örtlich gewonnenem Stein hat drei Stockwerke und Zinnen auf dem Dach. Hal Moggridge entwarf ihn und organisierte auch einen Großteil der Reparaturen am Landschaftspark nach dem großen Sturm 1990. Graham Davey baute den Turm.

## Vererbung an die Countess of Arran

Wappen der Familie Gore, Earls of Arran: Rot, ein goldener Querbalken zwischen drei dreiseitigen, goldenen Wiederkreuzen

Der letzte Earl Fortescue, der Eigentümer von Castle Hill war, war Hugh Fortescue, 5. Earl Fortescue (1888–1958), der im Juni 1958 im Alter von 70 Jahren starb. Er hatte keine überlebenden männlichen Nachkommen, daher folgte ihm sein jüngerer Bruder nach, Denzil Fortescue, 6. Earl Fortescue. Allerdings vermachte der 5. Earl Castle Hill, seinen Hauptsitz, an die ältere seiner beiden überlebenden Töchter, Lady Margaret Fortescue (* 1923). Lady Margaret hatte 1948 Bernard van Cutsem geheiratet und die beiden hatten Kinder. So ist Castle Hill heute das Heim ihrer Tochter‚ Eleanor, Countess of Arran (* 1949), die am 28. September 1974 Arthur Gore, 9. Earl of Arran (* 1938) heiratete. Bei den Geburtstagsfeierlichkeiten von Königin Elisabeth II. 2008 erhielt sie den Order of the British Empire. Das Paar hat zwei Töchter, Lady Laura Duckworth-Chad und Lady Lucy Fortescue-Gore. 2004 heiratete Lady Laura Major James Duckworth-Chad MVO, den früheren Stallmeister der Königin. Die beiden haben Nachwuchs, der vermutlich Castle Hill mit seinem Anwesen, das die Fortescue Farms und 50 vermietete Wohnhäuser enthält, erben wird. Da Lord Arran und seine Gattin keine Kinder haben und alle anderen Linien der Nachfolge des 4. Earls of Arran ausgestorben sind, ist der vermutliche Erbe des Earldoms derzeit ein weit entfernter und hochbetagter Vetter, Paul Annesley Gore (* 1921), ein Nachkomme des jüngeren Bruders des 4. Earls.

## Zugang zum Anwesen
Die Gärten von Castle Hill sind die meiste Zeit des Jahres öffentlich zugänglich. Das Haus ist für die Öffentlichkeit nicht offen, aber gelegentlich gibt es auf Nachfrage Führungen für kleine Gruppen. Die große Halle und drei andere Räume des Landhauses können für Hochzeitsfeiern gemietet werden und es gibt auch Empfänge in Festzelten. Auch ein Konferenzraum für 100 Teilnehmer kann angemietet werden.